# アトモスフェール
『アトモスフェール』（Atmosphères）は、ジェルジ・リゲティが1961年に作曲した管弦楽曲。全曲がトーン・クラスターの塊であり、通常の管弦楽の楽器を使っているにもかかわらず、それまでの管弦楽にはない神秘的な響きを持つ。
『レクイエム』・『ルクス・エテルナ』とともに映画『2001年宇宙の旅』に使われたことで音楽愛好家以外にも有名になった。演奏時間は約9分。

## 概要
『アトモスフェール』では伝統的な管弦楽の楽器を使用しているものの、聞きとれる旋律を持たない。最初から最後まで止まることのない半音階的なトーン・クラスターによって埋めつくされた、蜂の羽音にも似た音楽は初演時に聴衆に衝撃を与えた。この時期の音楽の特徴をリゲティ本人は「超飽和状態の半音階法」と「静的形式」と呼んでいる。
トーン・クラスターそのものはリゲティ以前にも多くの作曲家が利用しているが、この曲ではトーン・クラスターを楽曲全体に及ぼしていることに特徴がある。
ハンガリーから亡命したリゲティはヘルベルト・アイメルトに招かれてケルンの電子音楽スタジオで『グリッサンディ』（1957年）と『アルティクラツィオーン』（1958年）を作曲した。この時期に発見した音の操作技法を応用して作られた最初の管弦楽作品が『アパリシオン』（1958-1959年）および『アトモスフェール』（1961年）である。『電子音楽のための小品第3番』（Pièce électronique no. 3, 1957-1958年）という未完成の電子音楽作品が最初『アトモスフェール』という同じ題を持っていたことが知られ、リゲティ本人は両者の関係を否定しているものの、両者は単なる題名の一致にとどまらず、その静的な性格や曲のはじまり方などが共通し、『アトモスフェール』は『電子音楽のための小品第3番』を管弦楽化するために加算合成をクラスターに、テープの長さをリズム表記に置きかえたものと解釈できる。
個々の楽器の演奏する旋律は聞こえないにもかかわらず、楽譜には音高やリズムが確定的に記されている。
前衛的な技法で書かれているにもかかわらず、当時のリゲティの多くの曲と同様この曲はレクイエムとして書かれている。実際リゲティはこの曲を1960年に没したハンガリー出身の作曲家シェイベル・マーチャーシュの思い出に捧げている。曲の中ほどでピッコロの最高音から突然コントラバスの最低音に落下する箇所は特に劇的で、聞く者に「怒りの日」のはじまりのような印象を与える。それに続く部分は対位法的な絡み合いが複雑であるために個々の声部が埋没するミクロ・ポリフォニーの技法を使用している。

## 初演
1961年10月22日にドナウエッシンゲン音楽祭において、ハンス・ロスバウト指揮の南西ドイツ放送交響楽団によって初演された。日本では1966年5月1日に日生劇場において小澤征爾指揮読売日本交響楽団によって初演された。
録音としては長らく1963年のエルネスト・ブール指揮南西ドイツ放送交響楽団のもの以外の入手が難しく、『2001年宇宙の旅』やWERGOレーベルのCDもこの音源を使用しているが、その後クラウディオ・アバド指揮のウィーン・フィルハーモニー管弦楽団のもの（1988年の『ヴィーン・モデルン』）をはじめとして新しい録音が現れ、現在では音源不足の問題は解消している。

## 編成
四管編成の大規模なオーケストラによって演奏される。ピアノは弦をブラシで擦る内部奏法のみを使用する。打楽器は使用しない。ある範囲の半音を埋めつくすために弦楽器の各奏者が異なる音を出すことがあり、スコアは最大で87段にも達する。
フルート4（1-4番すべてピッコロ持ちかえ）、オーボエ4、クラリネット4（4番は小クラリネット持ちかえ）、ファゴット3、コントラファゴット、ホルン6、トランペット4、トロンボーン4、チューバ、ピアノ（2人で演奏する）、弦5部（14-14-10-10-8、コントラバスの1-3番は第5弦を使用する）。

## 使用
スタンリー・キューブリックの1968年の映画『2001年宇宙の旅』では、クライマックスのスターゲートのシーンに全曲を用いている（映像の方が曲より長いためにループしている）。